# Boduocos
Boduocos fut un roi celte qui régna au Ier siècle av. J.-C. sur les peuples des Dobunni, dans le sud-ouest de l’île de Bretagne.

## Protohistoire
Les Dobunni étaient un peuple de culture brittonique, dont le territoire se situait dans l’ouest et le sud-ouest de l’actuelle Angleterre, entre le canal de Bristol et la Severn sur les actuels comtés du Somerset, du Gloucestershire, de l’Avon du Worcestershire. Ils avaient pour voisins principaux les Silures à l’ouest, les Cornovii au nord, les Catuvellauni à l’est et les Atrebates au sud.
Boduocos est uniquement connu par des inscriptions sur des pièces de monnaie, sous la forme de BUDUOC. Il aurait succédé à Corios, vraisemblablement vers 15 av. J.-C. et aurait lui-même été remplacé par un roi connu sous l’inscription ANTED.

## Sources
- Venceslas Kruta, Les Celtes, Histoire et Dictionnaire, Éditions Robert Laffont, coll. « Bouquins », Paris, 2000,  (ISBN 2-7028-6261-6).
- John Haywood (intr. Barry Cunliffe, trad. Colette Stévanovitch), Atlas historique des Celtes, éditions Autrement, Paris, 2002,  (ISBN 2-7467-0187-1).
- Consulter aussi la bibliographie sur les Celtes.